# Комиссия кнессета по внутренним делам и защите окружающей среды
Комиссия по внутренним делам и защите окружающей среды (ивр. ועדת הפנים והגנת הסביבה‎ — Ваадат ха-пним ве-хаганат ха-свива) — постоянная комиссия кнессета, занимающаяся внутренними делами Израиля и экологией страны.

## Информация о комиссии
Согласно информации, размещённой на сайте кнессета, данная комиссия занимается вопросами местной власти; строительством городов; въезда в Израиль и переписью населения; гражданством; пресс и информацией; этническими группами; организацией религии евреев и не евреев; полицией и тюрьмами; экологией.
Под данным названием комиссия существует с 2006 года, комиссия была создана в 1941 году под названием «Комиссия по внутренним делам». В 1974 году была переименована в «Комиссию по внутренним делам и экологии».
Председатель комиссии — Амнон Коэн. Члены комиссии (на 22 февраля 2012 года): Хамад Амар, Зеэв Бельский, Арье Биби, Авишай Браверман, Ницан Горовиц, Фаина Киршенбаум, Ури Маклев, Мири Регев, Цион Паниан, Дов Ханин, Ибрагим Царцур, Кармель Шама.